# Кесселринг, Майкл
Майкл Кесселринг (англ. Michael Kesselring; род. 13 января 2000, Манчестер, Нью-Гэмпшир) — американский хоккеист, защитник клуба национальной хоккейной лиги «Баффало Сейбрз». Чемпион мира 2025 года.

## Клубная карьера
Кесселринг несколько лет играл в хоккей в школе «Нью-Хэмптона», а затем провел заключительный сезон 2017/18 годов в составе «Де-Мойн Буканьерз» из хоккейной лиги Соединенных Штатов (USHL). В 2018 году клуб Национальной хоккейной лиги (НХЛ) «Эдмонтон Ойлерз» в шестом раунде драфта выбрал хоккеиста под общим 164-м номером.
22 марта 2021 года Майкл подписал трёхлетний контракт с «Эдмонтон Ойлерз». Сезон 2020/21 годов завершил играя за клуб Американской хоккейной лиги (АХЛ) «Бейкерсфилд Кондорс», набрал три очка в 21 матче регулярного чемпионата и провел шесть матчей в плей-офф. В своем первом полноценном профессиональном сезоне 2021/22 годов Кесселринг забил 2 шайбы и набрал 13 очков в 55 матчах регулярного чемпионата.
Продолжив выступать за «Кондорс» в своем третьем сезоне в АХЛ в сезоне 2022/23 годов, Кесселринг забил 13 шайб и набрал 22 очка в 49 матчах за «Бейкерсфилд».
2 марта 2023 года Кесселринг был обменян «Эдмонтоном Ойлерз» в «Аризону Койотс» в обмен на Ника Бьюгстада и Кэма Дайнина. Он был немедленно отозван «Аризоной Койотс» и дебютировал в НХЛ на следующий день, команда потерпела поражение со счетом 6:1 от «Каролины Харрикейнз» на «Маллетт Арене». На следующий день, 4 марта 2023 года, он был переведен в «Тусон Роудраннерс».
Большую часть сезона 2023/2024 годов Майкл отыграл за «Аризону», сыграв 65 матчей, забив 5 шайб и сделав 16 результативных передач.
25 июня 2025 года вместе с Джошем Доуном был обменян в «Баффало Сейбрз» на Джона-Дженсона Петерку.

## Карьера в сборной
В 2024 году приглашён в состав первой национальной сборной США для участия в чемпионате мира, который состоялся в Чехии.
В 2025 году Майкл был вызван и играл за основную сборную США на Чемпионате мира 2025, на котором сборная США выиграла золото.